# Ada de Le Mans
Ada o Adrehildis, es una santa católica nacida en Le Mans en el siglo VII.
Fue monja en Soissons y abadesa de la Saint Julien-des-Prés, en Le Mans.
Era sobrina de san Engelberto, obispo de Le Mans.
Sus reliquias se colocaron en la catedral de Saint-Julien du Mans junto a las de San Julián. Fueron profanadas en tiempos de San Aldric en el siglo IX.
Se le celebra el 4 de diciembre. Es la santa patrona de las monjas.